# آدمیر ویرا
آدمیر ویرا (انگلیسی: Ademir Vieira؛ زادهٔ ۱۸ اکتبر ۱۹۵۱) بازیکن فوتبال اهل برزیل است.
از باشگاه‌هایی که در آن بازی کرده‌است می‌توان به باشگاه فوتبال پورتو و باشگاه فوتبال سلتاویگو اشاره کرد.